# Castelo de Alpalhão
O Castelo de Alpalhão (desaparecido) localizava-se na povoação e freguesia de Alpalhão, no atual Município de Nisa, Distrito de Portalegre, em Portugal.
Fundado por D. Dinis em 1300, fez parte da Ordem do Templo e da Ordem de Cristo, iniciando-se a sua extinção em 1704, aquando da Guerra de Sucessão Espanhola.

## História
À época da Reconquista cristã da Península Ibérica, a povoação integrou os domínios da Ordem dos Templários em Portugal, que aí teriam feito erguer um castelo em algum momento entre os meados do século XII e os do XIII.
À época de D. Dinis (1279-1325), com a extinção da Ordem, a povoação e seu castelo passaram para os domínios da Ordem de Cristo (1319), época em que o castelo terá sido reedificado.
Sob o reinado de D. Manuel I (1495-1521), encontra-se figurado por Duarte de Armas (Livro das Fortalezas, c. 1509). Era seu alcaide, à época, Fernão da Silva (1492-1511), responsável por grandes reformas na fortificação, nomeadamente uma nova cerca, que por volta de 1509 tinha já 9 covados de altura e 5 de espessura, com três cubelos nos três cantos, rasgados por bombardeiras, uma sala sobradada, junto à torre de menagem, uma nova cozinha com 5,5 x 3 varas, uma nova estrebaria, com 18 varas de longo, e uma casa para aposentadoria de homens, do tamanho do celeiro, com portal de cantaria.
Na sequência da Guerra da Restauração, Alpalhão integra a segunda linha de defesa e D. João IV terá mandado proceder a obras de modernização da fortificação da vila que, segundo Pinho Leal, só terão ficado concluídas no reinado de D. Afonso VI, em 1660.

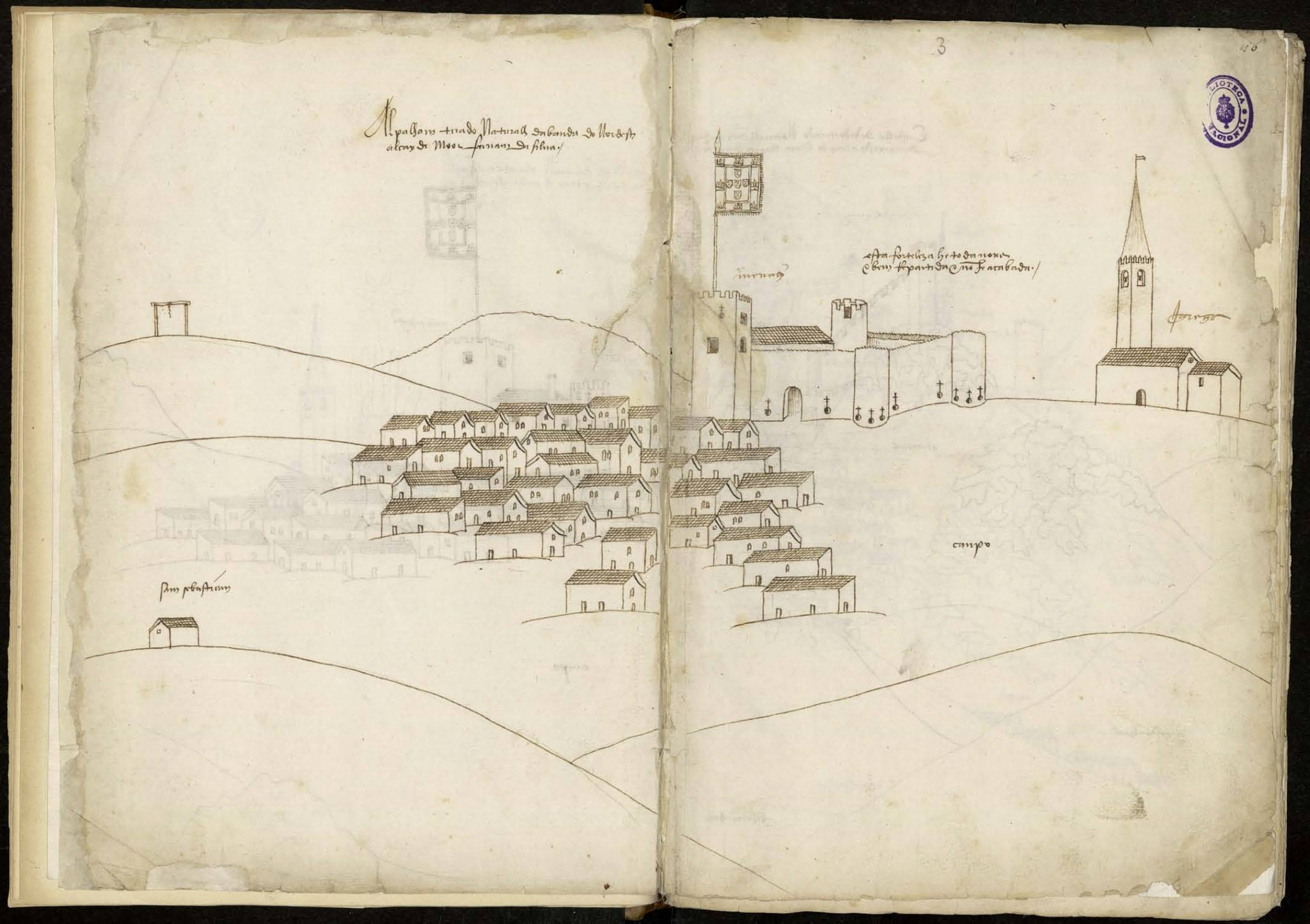
Castelo de Alpalhão, "Livro das Fortalezas" (Duarte de Armas)

A Guerra da Sucessão Espanhola é responsável pela destruição de parte do castelo, em 1704. As tropas franco-espanholas causa muitos estragos nas regiões fronteiriças, incluindo em Alpalhão, onde permanecem durante 18 dias sob o comando de James Fitz-James, 1.º duque de Berwick, quando estas se dirigiam de Castelo Branco para Portalegre.
Segundo o pároco local, nas Memórias Paroquiais de 1758, "pello terremmoto foi so o que padeceu nesta villa perder hua pequena parte la do alto da mesma face offendida; que as outras tres se conservao inteiras".
Ao que tudo indica, o que restava do castelo foi desmantelado pela população para aproveitamento e comercialização das pedras, acabando pela malha urbana.
Em 1940 a Direção-Geral da Fazenda Pública, do Ministério das Finanças, manda organizar um inquérito, e consegue apurar que: uma parte das antigas muralhas serve de suporte à torre do relógio tendo sido requerido o seu registo a favor do Estado na Conservatória do Registo Predial, aceitando a Câmara a sua cessão, a titula precário; outra parte está usurpada e incluída em prédios privados resolvendo-se proceder à sua desamortização; e a restante parte do antigo prédio militar não é possível identificar por não haver vestígios.

## Características (descrição)
Castelo terrestre que se implantava em zona privilegiada, permitindo controlar a via militar romana que ligava Santarém a Cáceres, passando por Gavião e Castelo de Vide. 

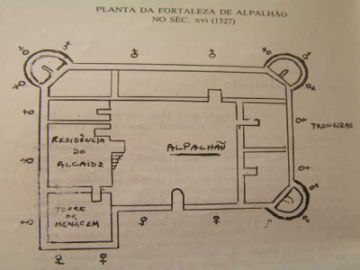
Planta do Castelo de Alpalhão (Sec. XVI)

A descrição no Tombo da Ordem de Cristo e os desenhos de Duarte de Armas, ambos da primeira década do séc. XVI, permitem definir o Castelo de Alpalhão como um castelo da primeira fase da arquitetura militar de transição, com grande regularidade planimétrica e algumas soluções de adaptação à artilharia pirobalística. 
Possuía planta sub-quandrangular, integrando a antiga torre de menagem medieval num ângulo e tendo nos restantes torres circulares abobadados, adaptadas ao tiro flanqueado com armas de fogo, tendo três níveis de tiro, o inferior com troneiras cruzetadas, as quais surgiam também nos vários panos de muralha. 
A torre de menagem tinha características residenciais, com boa iluminação, por amplas janelas conversadeiras, chaminé de aquecimento em cada um dos pisos e forro de madeira, comunicando com ampla sala de aposentamento, acedida por escada exterior. 

### Descrição no Tombo da Ordem de Cristo
No Tombo da Comenda de Alpalhão, elaborado por frei Francisco capelão do rei, notário e escrivão da visitação, em 1505, procede-se à seguinte descrição do castelo:  
"Tem na vila huua torre alta e forte. toda de pedra e cal de fundo acima. bem ameada e de booa largura .e tem dous sobrados igualmente corregida. oliuellada de castanho em três painees e cuberta de telha. e tem no sobrado de baixo huua janella d asentos com suas portas ainda booas contra ho norte. e no sobrado de cima tem quatro janelas d asentos com suas portas cada huua em sua quadra. e huua chaminee de dous fogos. em cada sobrado seu fogo. leua de longo çinquo uaras e meya bem medidas e çinquo de largo escassas. e sobem pera ho sobrado de çima per dentro da torre per huua escaada de madeira bem corregida. contra ho ponente. tem huua salla sobradada e oliuellada de castanho em três painees .e tem huua janella ao norte e outra ao sul ambas d asentos com suas portas booas e nouas. e ao ponente tem huua boa chaminee leua esta sala de longo sete uaras e meya e çinquo e meya de largo. e desta salla sobem pera ho primeiro sobrado da torre per huua escaada de madeira de poucos degraaos. sobem a esta salla per huua escaada de pedra que em cima tem huu tauoleiro argamassado com seu peitoril alto. cuberto de oliuel muito bem obrado e telhado em quatro aguas. ha qual salla e çinquo ameyas da dita torre. fernam da silua comendador da ficta comenda mandou fazer toda de nouo. debaixo da dicta sala vay huua logea com dous portaaes de cantaria bem feitos. huu de serujntia da dita logea grande e outro pequeno que uay pera huu quintal e tem ainda outro portal na parede da torre e he outrosi de cantaria. ho que todo o dito fernam da silua mandou fazer. aalem da dita salla estas huua casa que ora serue de cozinha terrea. e tem huua grande e booa chaminee. leua de longo çinquo haras e meya e três e meya de largo. ha qual cozinha ho dicto comendador mandou fazer de nouo. contra ho ponente tem huua casa de estrebaria com suas manjadoiras. todo nouo e bem feito bem madeirada e cuberta de telha que leua .xviij. varas de longo e quatro de largo. ha qual ho dicto comendador outrosi de nouo mandou fazer. contra ho norte estaa outra casa que serue de çeleiro. toda ladrilhada per baixo com suas tulhas de madeira bem feitas e bem repartidas bem madeirada e cuberta de telha e leua oito varas e meya de longo e três de largo. com seu portal de pedraria e suas portas bem fechada. E logo junto do dicto çelleiro outra casa parede em meyos. pera apousentamento de homens e he do tamanho do dito çeleiro. e seu portal de cantaria com booas portas. has quaaes casas ho dicto comendador outrosi mandou fazer. a rredor do dicto apousentamento estaa huua cerca nouamente começada de fazer e estaa jaa de noue couados d alto.cinquo palmos de grossura e tem tres cubelos nos três quantos da mesma altura e grossura com suas bonbardeiras de pedraria. e tem huu grande portal de pedraria bem obrado com suas portas nouas e fortes. e bem fechadas. huu dos ditos três cubelos que estaa ao ponente fez o dito comendador em huu chãao que comprou ha qual çerca e culbelos. ho dicto comendador mandou fazer de nouo. dentro da dicta çerca estaa huu patio xvij varas e meya de longo. e xiij e meya de largo muy chãao e bem feito. e ao canto do dito patio e çerca estaa ha dita torre. e aalem della e da dita salla e cozinha estaa huu quintal que ho dicto comendador fez ha maior parte em huu chãao que comprou e deu aa hordem. no qual quintal estam .xv. limeiras e duas larangeiras e xj pees de parreiras e três pereiros e três amexieiras e huua figueira e parte ao norte com ha dita salla e torre. e das outras bandas com casas de pedro lopez e de ioham uelho e de estejam afonsso e com ho cubello do muro. Leua de longo xxxiiij varas e oito de largo". 

### Desenho de Duarte de Armas
Segundo os desenhos de Duarte de Armas, o Castelo de Alpalhão possuía planta quase quadrangular, regular, com torre de menagem integrada no ângulo sudoeste e nos restantes ângulos três cubelos circulares, com paramentos aprumados. 
A torre de menagem media 4,5 x 6 varas, e 12 varas de altura, tendo dois sobrados, o superior sobrelevado, com acesso por aposento disposto a norte, e iluminado por amplos vãos e troneira cruzetada. Cada um dos cubelos tinha 3 varas de largo e 8 de altura, eram abobadados e tinham três níveis de tiro, com três troneiras num nível inferior, três a meio e três seteiras em cima. 
Os panos de muralha, sem remate, tinham 4,5 de altura e 1 vara e 1 pé de espessura, duas troneiras rasgadas inferiormente, fazendo-se o acesso ao interior por portal a sul. No interior as dependências, térreas ou sobradadas, desenvolviam-se à volta das muralhas, criando pátio central. 